# Xavier Dolan
Xavier Dolan (* 20. březen 1989 Montreal) je kanadský režisér, scenárista a herec.

## Život
Dolan se narodil v Montréalu, v Kanadě. Jeho máma Geneviève Dolan je učitelka a otec Manuel Tadros je herec a zpěvák egyptského původu. Dolan byl dětský herec a objevil se ve filmech J'en suis!, Le Marchand de sable a La Forteresse suspendue.
Dolan dosáhl mezinárodního uznání už svým prvním filmem Zabil jsem svou matku (J'ai tué ma mère), který napsal, režíroval a hrál v něm hlavní roli. Jeho druhým filmem byl Imaginární lásky (Les Amours imaginaires), který natočil z vlastních financí. Jeho dalšími filmy byly Laurence Anyways a adaptace divadelní hry Tom na farmě (Tom à la ferme). Jeho další film byl Mami! (Mommy) z roku 2014.
Dolan se identifikuje jako gay.

## Filmografie
- 2009: Zabil jsem svou matku / J'ai tué ma mère
- 2010: Imaginární lásky / Les amours imaginaires
- 2012: Laurence Anyways
- 2013: Tom na farmě / Tom à la ferme
- 2014: Mami! / Mommy
- 2016: Je to jen konec světa / Juste la fin du Monde
- 2017: The Death and Life of John F. Donovan
- 2019: Matthias a Maxime / Matthias & Maxime